# Пол Делво
Пол Делво (на френски: Paul Delvaux) е белгийски художник сюрреалист. Той учи в Академията за изящни изкуства в Брюксел и се присъединява към движението на сюрреалистите през 1937, след като вижда картините на Рьоне Магрит и Джорджо де Кирико.